# Bojan Kovačević (football)
Pour les articles homonymes, voir Kovačević.
Cet article concerne un footballeur serbe. Pour l'auteur et dessinateur de bande dessinée serbe, voir Bojan Kovačević.
Bojan Kovačević (en serbe : Бојан Ковачевић), né le 22 mai 2004 à Užice en Serbie, est un footballeur serbe. Il joue au poste de défenseur central au Cádiz CF, en prêt du Partizan Belgrade.

## Biographie

### En club
Né à Užice en Serbie, Bojan Kovačević est formé au FK Partizan Belgrade avant de poursuivre sa formation au FK Čukarički, qu'il rejoint en 2019. Le 17 juin 2021, il signe son premier contrat professionnel avec le FK Čukarički.
Il joue son premier match en professionnel le 18 septembre 2021, lors d'une rencontre de championnat face au FK Spartak Subotica. Il est titularisé et son équipe s'impose par deux buts à un. Convaincant pour ses débuts, il enchaine plusieurs titularisations et est alors perçu comme l'un des grands espoirs du championnat serbe.
Le 17 juillet 2022, Kovačević prolonge son contrat avec le FK Čukarički jusqu'en juin 2026.
Kovačević marque son premier but en professionnel le 18 septembre 2022, à l'occasion d'une rencontre de championnat face au FK Voždovac Belgrade. Il est titularisé et son équipe s'impose par trois buts à zéro.
Le 14 février 2024, Bojan Kovačević fait son retour au Partizan Belgrade. Il signe un contrat courant jusqu'en juin 2027.
Le 26 août 2024, Bojan Kovačević rejoint le Cádiz CF sous la forme d'un prêt d'une saison.

### En sélection
Bojan Kovačević commence à jouer en sélection avec l'équipe de Serbie des moins de 17 ans, faisant une seule apparition en 2020.